# جونزابورو بان
جونزابورو بان (انگلیسی: Junzaburō Ban; ۱۰ ژانویهٔ ۱۹۰۸ – ۲۶ اکتبر ۱۹۸۱) کمدین، و بازیگر اهل ژاپن بود.
از فیلم‌ها یا برنامه‌های تلویزیونی که وی در آن نقش داشته‌است می‌توان به فراری از گذشته، کلاه حصیری، و روباه بازیگوش و هزار درخت ساکورا اشاره کرد.